# Giambattista Basile
Giambattista Basile (n. 15 februarie 1566, Giugliano in Campania, Italia – d. 23 februarie 1632, Giugliano in Campania, Italia) a fost un poet italian, curtean și culegător de basme populare. Colecțiile sale includ cele mai vechi forme înregistrate ale multor basme europene cunoscute (și altele obscure).

## Biografie
Născut la Giugliano într-o familie de clasă mijlocie napolitană, Basile a fost curtean și soldat pentru diverși prinți italieni, inclusiv dogele Veneției. Potrivit lui Benedetto Croce s-a născut în 1575, în timp ce alte surse indică februarie 1566. La Veneția a început să scrie poezie. Mai târziu s-a întors la Napoli pentru a servi drept curtean sub patronajul lui Don Marino II Caracciolo, prințul de Avellino, căruia i-a dedicat idila L'Aretusa (1618). Până la moartea sa, a ajunses la rangul de „conte” Conte di Torrone. 
Cea mai cunoscută producție literară a lui Basile este din 1604 sub forma unei prefețe a lucrării Vaiasseide a prietenului său scriitorul napolitan Giulio Cesare Cortese⁠(d). În anul următor, villanella⁠(d) sa <i>Smorza</i> crudel amore a fost pusă pe muzică, iar în 1608 și-a publicat poemul Il Pianto della Vergine. 
Este amintit în principal pentru că a scris colecția de basme napolitane intitulată Lo cunto de li cunti overo lo trattenemiento de peccerille (din napolitană „Povestea poveștilor sau Divertisment pentru micuți”), cunoscută și sub numele de Il Pentamerone publicată postum în două volume de sora sa Adriana⁠(d) din Napoli în 1634 și 1636 sub pseudonimul Gian Alesio Abbatutis. Ulterior a devenit cunoscută sub numele de Pentamerone. Deși neglijată o perioadă, lucrarea a avut o atenție deosebită, după ce frații Grimm  au lăudat-o ca fiind prima colecție națională de basme. Multe dintre aceste basme sunt cele mai vechi variante cunoscute ale unor basme. Lucrarea include cele mai cunoscute versiuni europene ale poveștilor Rapunzel și Cenușăreasa, în timp ce versiunea chineză a Cenușăresei datează din 850 - 860 d.Hr. 
Giambattista Basile a petrecut mult timp la curțile nobililor din regatul de Neapole ; poveștile din Pentamerone au loc în pădurea și castele din Basilicata, în special orașul Acerenza.

## În cultura populară
Filmul Tale of Tales -- Il racconto dei racconti  din 2015 este o  ecranizare bazată pe colecția sa de povești. 